# Autoroute A54 (Francia)
La A54 es una autopista de peaje francés de 72 km de largo que pertenece a la red de Autoroutes du Sud de la France que enlaza la Autoroute A9 en Nimes con la Autoroute A7 en Salon-de-Provence. Está interrumpida por un tramo de vía rápida gratuita de 20 km de largo en Arlés.
Actualmente la densidad de tráfico alcanza 60.000 vehículos por día

## Historia
El primer tramo se inauguró en 1970 al sur de Salon-de-Provence. En 1990 fue inaugurado otro tramo entre Nîmes y Arlés. En 1996 se inauguró el tramo final entre Saint-Martin-de-Crau y Salon-de-Provence.

## Ampliación futuro
Actualmente se proyecta terminar esta autopista con un tramo nuevo de circunvalación de Arlés de 30 km de largo.

## Salidas
| Número de Salida             | Nombre de Salida | Carretera que enlaza |
| ---------------------------- | --- | -------------------- |
|                              | Toulouse, Barcelona, Montpellier ; Lyon, Avignon+ 25 A 9 Alès, Sommières, Nîmes-Quartiers Ouest (salida de la A9 commun con A54) | A 9                  |
| 1 (km 3)                     | Nîmes, Saint-Gilles |                      |
|                              | Caissargues (Nîmes – Salon} Nîmes-Costières (Salon – Nîmes)                                                                      |                      |
| 2 (km 10)                    | Aeropuerto de Nimes-Garons |                      |
|                              | Peaje de Arlés |                      |
| 3                            | Montpellier por RD, Vauvert, Saint-Gilles                                                                                        |                      |
| Fin de autopista provisional | sigue como vía rápida N 572 y N 113                                                                                              |                      |
|                              | N 572 |                      |
| 4 (km 28)                    | Nîmes por RD, Bellegarde, Arlés-Trinquetailles, Salin-de-Giraud, Saintes-Maries-de-la-Mer (km 28 / km 11 N 572)                  |                      |
| 5 (km 30)                    | Port-Saint-Louis-du-Rhône, Arles-centre, Arles-Barriol                                                                           |                      |
|                              | 90 km/h (ambos sentidos) |                      |
| 6 (km 31)                    | Arlés-Fourchon, -Alyscamps, Centre hospitalier J. Imbert, Pont de Crau                                                           |                      |
| 7 (km 32)                    | Aviñón, Tarascon, Beaucaire, Pont-de-Crau, Z.I Port                                                                              |                      |
|                              | Área de Servicio des Cantarelles (Nîmes – Salon)                                                                                 |                      |
| 8 (km 38)                    | Moules, Raphèle-lès-Arles ' |                      |
| 9 (km 40)                    | hacia Marsella, Fos-sur-Mer | A 55 N 568           |
| 10 (km 44)                   | Saint-Martin-de-Crau |                      |
| 11 (km 46)                   | Z.I Saint-Martin-de-Crau |                      |
| 12 (km 48)                   | Salon-de-Provence por RD 113, Istres, Miramas, Saint-Martin-de-Crau                                                              | D 113                |
| Fin de tramo de vía rápida   | Vía rápida N 113 se convierte en A 54                                                                                            |                      |
|                              | Peaje de Saint-Martin-de-Crau |                      |
|                              | Área de Descanso du Merle |                      |
| 13 (km 64)                   | Fos-sur-Mer, Martigues, Istres, Les Baux-de-Provence, Eyguières, Miramas, Grans                                                  |                      |
| 14 (km 69)                   | Salon-de-Provence, Grans, por RD La Fare-les-Oliviers, Lançon-Provence                                                           | D 113                |
| 15 (km 71)                   | Salon-de-Provence, Pélissanne (demi-échangeur) hacia D 572 D 538                                                                 |                      |
|                              | Niza, Aix-en-Provence, Marsella, Aeropuerto de Marsella Provenza, Berre-l'Étang ; Lyon, Aviñón, Cavaillon                        | A 7                  |